# Attente de Dieu
 (avril 2020).
Si vous disposez d'ouvrages ou d'articles de référence ou si vous connaissez des sites web de qualité traitant du thème abordé ici, merci de compléter l'article en donnant les références utiles à sa vérifiabilité et en les liant à la section « Notes et références ».
Attente de Dieu est un recueil de lettres écrites par Simone Weil de janvier à mai 1942 au Père Joseph-Marie Perrin. La philosophe y explicite sa position par rapport à l’Église, son attachement pour elle et son refus de compter parmi les convertis.

## Résumé

### Lettres
Simone Weil y explique pourquoi elle ne peut demander le baptême : "S'il était concevable qu'on se damne en obéissant à Dieu et qu'on se sauve en lui désobéissant, je choisirais quand même l'obéissance" (page 18); sa vocation, telle qu'elle la sent, est d'être en contact avec tous les milieux humains. L’Église se présente, en tant que corps social, comme un refuge défendant ses valeurs à la manière des patriotismes; comme tout corps social, elle entraîne ses membres dans un système de valeurs qui les coupe du reste de l'humanité.

### Lettres d'adieux
- "Autobiographie spirituelle": dans cette lettre datée du 15 mai 1942, Simone Weil dresse le bilan de son parcours spirituel. Élevée dans une famille agnostique, elle est naturellement portée aux questionnement métaphysique. À 14 ans, en pleine crise, elle obtient la certitude intime qui ne la quittera plus dès lors que la vérité est accessible si l'intention et l'effort de connaître sont assez forts: "n'importe quel être humain, même si ses facultés naturelles sont presque nulles, pénètre dans ce royaume de la vérité réservée au génie, si seulement il désire la vérité et fait perpétuellement un effort d'attention pour l'atteindre" (page 39). Cette éducation se fait lentement, avec la découverte du "Notre père" en grec ancien ou celle de la Bhagavad-Gita, mais aussi par la confrontation au "malheur" par l'expérience de l'usine et par le contrôle des collectivités, État comme Église, sur les forces de l'intelligence. L'exercice de l'intelligence est éminemment individuel, et se rapproche, dans la religion, de la mystique.
- La lettre du 26 mai 1942 explicite l'autobiographie spirituelle. Une des causes du "malheur" est la tendance naturelle de l'homme à faire du mal à celui qu'il sent faible; si Simone Weil a pu se livrer au père Perrin, c'est parce qu'elle sentait en lui la capacité surnaturelle à contrer cette tendance. L'autobiographie doit être considérée comme un exemple de "foi implicite". La foi, en effet, ne doit pas être nécessairement explicite, Simone Weil apparaissant comme une catholique hors de l'Église catholique, dès lors qu'être catholique, c'est "n'être relié par un fil à rien qui soit créé, sinon la totalité de la création" (page 80).

### Exposés
- "Réflexions sur le bon usage des études scolaires en vue de l'amour de Dieu": les exercices scolaires n'ont d'autre but que de forger l'attention de l'être humain en formation. Cet effort d'attention est à l'origine du désir de vérité et ne diffère pas essentiellement de l'acte de la prière. L'étude doit donc être une "préparation à la vie spirituelle" (page 91).
- "L'amour de Dieu et le malheur": la douleur et la souffrance (d'être quitté par exemple) sont partie intégrante d'une relation vitale et, à ce titre, sont du domaine divin. Le malheur est au-delà: il est le règne de l'absolue nécessité sur l'homme, qui "se débat comme un papillon qu'on épingle vivant sur un album" (page 120). L'homme soumis au malheur pourtant doit savoir que même éloigné infiniment du domaine spirituel, c'est l'orientation vers Dieu qui pourra le sauver.
- "Formes de l'amour implicite de Dieu": ce texte de 90 pages développe les différents modes de l'amour de Dieu: 
  - amour du prochain: la relation la plus naturelle est d'abuser de son pouvoir dès que l'on en a, de mépriser le plus faible que soi : "les hommes qui ne sont pas animés par la pure charité sont des rouages dans l'ordre du monde à la manière de la matière inerte" (page 145). L'ordre de la société s'y est conformé à toutes les formes de mendicité et le fait pénal. La justice, qui refuse de profiter de son statut de supériorité est donc une vertu sur-naturelle. C'est le sens de l'amour du prochain de l'Évangile ou du tribunal du Livre des morts égyptien.
  - amour de l'ordre du monde : Dieu n'a pas créé le monde par expansion de soi, mais par retrait de soi (théologie négative) ; de même, l'homme doit perdre l'illusion d'être à l'origine de l'ordre du monde, à l'exemple des pratiques stoïciennes, et renoncer à sa volonté propre, car le beau, comme le dit Kant, est la seule finalité sans fin. Le beau se recherche dans l'ordre du monde : dans tous les amours humains, dans le travail, les accomplissements de la science et de l'art, etc.
  - amour des pratiques religieuses : les cultes et prières des religions instituées sont des développements de la pratique fondamentale de dire le nom de Dieu. Ils introduisent à l'effort patient d'attention et à l'impersonnalité de la vérité recherchée.
  - amitié : l'amitié vraie est le respect absolu de l'autonomie de l'autre. Toute idée de fusion doit être écartée.

Tous ces modes de l'amour de Dieu ne sont pas l'apanage de l’Église catholique. Ils sont une voie à la fois universelle et nécessaire de la connaissance de Dieu, sous peine de connaître Dieu dans l'irréalité. 
- "À propos du "Pater" (paraphrase du Notre Père dans le texte grec)
- "Les trois fils de Noé et l'histoire de la civilisation méditerranéenne" : la civilisation méditerranéenne est à la confluence des descendants de Cham (l'Égypte et le culte d'Osiris), de Japhet (les Grecs) et de Sem (Israël).

## Concepts mis en avant
- Le malheur: découvert au cours de l'expérience de S Weil dans l'usine, c'est le stade où la souffrance et la nécessité physique prennent le contrôle de l'âme de l'homme qui les subissait. Désormais, sa vie s'apparente à son malheur et nulle perspective spirituelle ne s'offrira à lui. "Il est étonnant que Dieu ait donné au malheur la puissance de saisir l'âme elle-même des innocents et de s'en emparer en maître souverain" (page 101).
- Effort d'attention et désir de vérité: la pensée religieuse de S. Weil est tout entière tournée vers la démarche individuelle de la recherche de la vérité et non par exemple la description de l’Église ou de Dieu. La concentration en est la qualité fondamentale, que l'on retrouve dans l'attention de l'élève à un problème à résoudre, dans l'effort intellectuel de l'étudiant ou dans la méditation de l'orant sur les mots qu'il récite.
- La foi implicite et la foi explicite: la foi implicite est la recherche de Dieu dont chacun sur terre est capable. Simone Weil insiste fortement sur la possibilité individuelle de vivre dans la grâce, c'est-à-dire de manière surnaturelle, quand bien même une église ou l’Église (catholique) ne l'aurait pas admis en son sein.

## Éditions

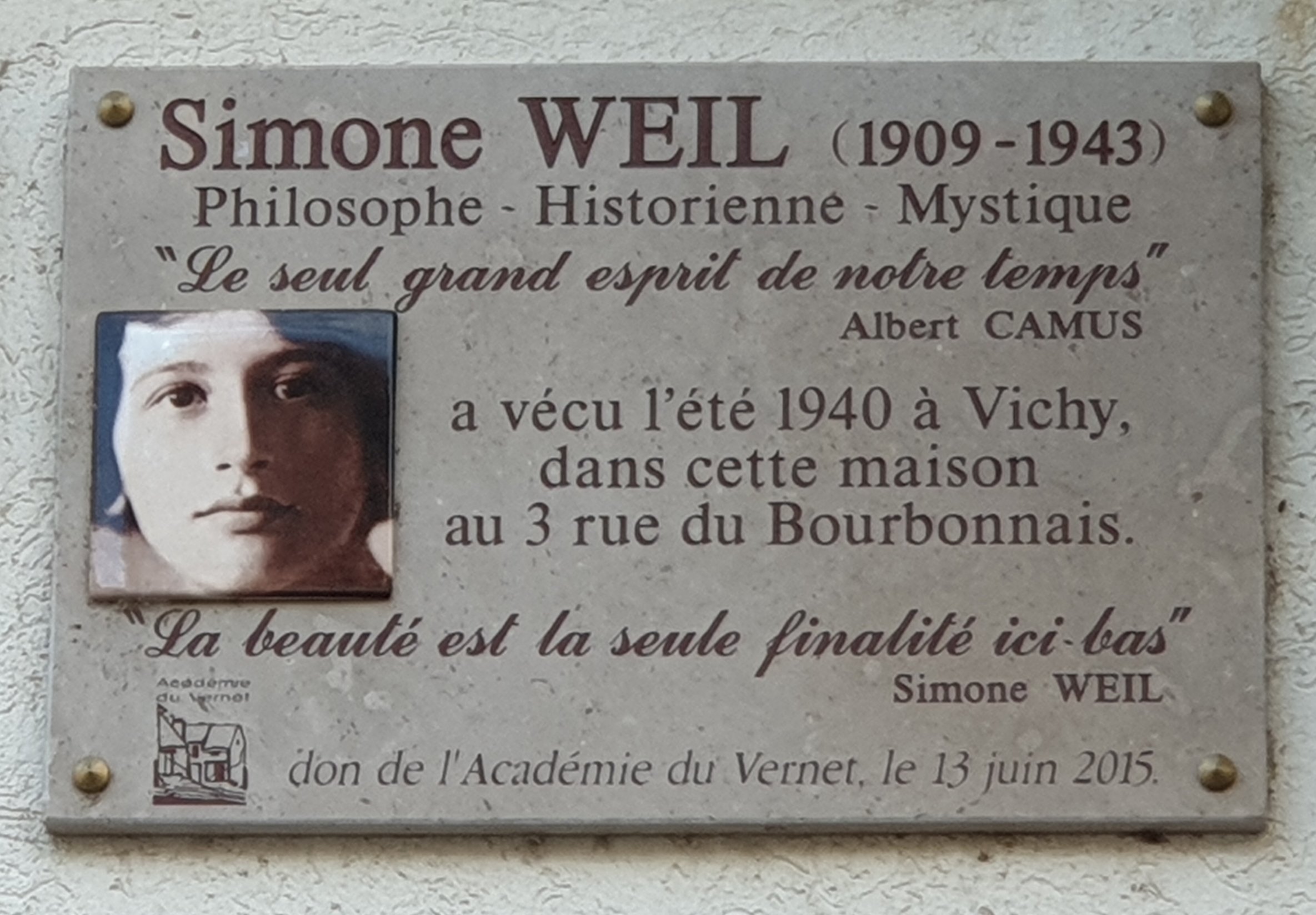
Plaque commémorative pour Simone Weil au 3 rue du Bourbonnais à Vichy, où la philosophe a passé l'été 1940.

- 1re éd. Paris, La Colombe, Éd. du Vieux Colombier, 1950, 344 p.
- Réédition, Paris, Fayard, 1966.
- Nouvelle réédition, Préface de Christiane Rancé, Paris, Albin Michel, 2016.